# ولیکی پرسلاو
ولیکی پرسلاو شهری در شومن کشور بلغارستان است که جمعیت آن در سال ۲۰۰۱ میلادی ۹٬۳۲۸ نفر بوده‌است.